# 夾山善會
夾山善會（805年—881年）澧州（今湖南常德）禪師，唐代高僧。 廣州峴亭人，俗姓廖，世稱夾山和尚，法嗣船子德誠禪師。九歲於潭州（湖南長沙）龍牙山剃度，二十歲受具足戒。廣泛聽學研習經論，對戒定慧三學頗能通達。
初住潤州(江蘇鎮江) 京口鶴林寺，講經示眾。後依道吾禪師之勸，赴浙中(江蘇)華亭，參謁船子德誠和尚。

唐懿宗咸通十一年(870)，居湖南澧州夾山，宏揚禪風。
圆寂于唐中和（881）元年，塔于本山。春秋七十七，法臘五十七，勅諡"傳明大師"。塔曰永濟。

## 弘法
唐代咸通十一年（公元870年）善會大和尚獲賜領眾僧開山建寺，創立夾山靈泉禪院。夾山寺又名靈泉禪院。歷經唐懿宗、宋神宗、元世祖"三朝御修"，譽稱為“楚南名剎”。夾山禪師住持長達30年之久。

## 師承
- 船子德誠

## 弟子
- 洛浦元安

## 外部連結
- 祖師法語 夹山善会禅师 （页面存档备份，存于）
- 公案一〇〇 107 悟法迷人 （页面存档备份，存于）
- 《船子和尚撥棹歌機緣集》 （页面存档备份，存于）
- 碧巌（へきがん：緑色のごつごつした岩） （页面存档备份，存于）
- 农历十一月初七 唐代高僧夹山善会禅师圆寂纪念日 （页面存档备份，存于）